# Harold Johnson (Boxer)

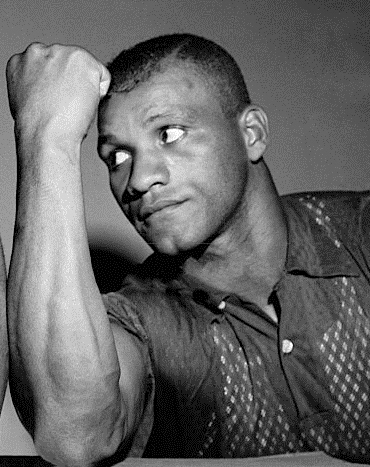
Harold Johnson (1954)

Harold Johnson (* 9. August 1928 in Philadelphia; † 19. Februar 2015 ebenda) war ein US-amerikanischer Boxer.

## Karriere
1946 begann der schwarze Konterboxer aus Philadelphia, der als begnadeter Stilist galt, mit seiner Profikarriere. Nach 24 Siegen, unter anderem über den Ex-Herausforderer von Joe Louis, Arturo Godoy, unterlag er 1949 erstmals seinem Angstgegner, der Halbschwergewichtslegende Archie Moore. Er traf im Laufe seiner Karriere insgesamt fünf Mal auf Moore, konnte jedoch nur einmal gewinnen. Im Oktober 1949 schlug er Jimmy Bivins.
Im Jahr 1950 traf er auf Jersey Joe Walcott und verlor durch K. o. in der dritten Runde, nachdem er im Ring umgefallen war, ohne getroffen worden zu sein. Später stellte sich bei einer ärztlichen Untersuchung heraus, dass er eine Bandscheibenverletzung erlitten hatte.
1951 und 1952 fanden innerhalb von vier Monaten drei Kämpfe in Folge gegen Moore statt: im September 1951 verlor Johnson, im Dezember konnte er gewinnen und im Januar 1952 war er wiederum unterlegen. Der schlagstarke Moore konnte den schlechten Nehmer Johnson immer wieder einschüchtern und auspunkten.
Er schlug später im Jahr 1952 den hoch eingeschätzten Clarence Henry, verlor aber gegen den ebenfalls bekannt schlagstarken Bob Satterfield und musste in dem Kampf auch zu Boden. Gegen den kubanischen Schwergewichtler Niño Valdés, den Rocky Marciano mied, gewann er jede Runde. Auch den früheren Schwergewichtsweltmeister Ezzard Charles, der Moore drei Mal geschlagen hatte, konnte er 1953 besiegen.
Erst 1954 erhielt er seinen ersten Weltmeisterschaftskampf, unterlag nach völlig ausgeglichenem Kampf erneut Archie Moore durch K. o. Kurz vor Kampfende hatte er noch Moore selbst am Boden gehabt.
Er schlug 1954 Marty Marshall, den ersten Mann, der Sonny Liston schlug. Im Jahr 1957 besiegte er Satterfield in einem Rückkampf erneut.
1961 bekam er im Alter von 32 Jahren seinen zweiten Titelkampf um den Teiltitel der NBA gegen den Willie-Pastrano-Bezwinger Jesse Bowdry, nachdem die NBA Moore nicht mehr anerkannt hatte. Er gewann durch K. o. Bedeutender war allerdings sein Sieg über den hoch eingeschätzten Schwergewichtler Eddie Machen wenig später.
1962 wurde er durch einen deutlichen Punktsieg gegen Doug Jones, den Muhammad Ali später nur sehr umstritten schlagen sollte, allgemein als Halbschwergewichtsweltmeister anerkannt.
Seine erste Titelverteidigung fand einen Monat später im Olympiastadion Berlin gegen Bubi Scholz statt. Johnson siegte über fünfzehn Runden nach Punkten.
Schon bei der nächsten Titelverteidigung verlor er jedoch knapp und umstritten gegen Willie Pastrano. Er boxte noch sporadisch weiter bis 1968, ohne jedoch noch einen weiteren bedeutenden Kampf zu absolvieren. 1971 kehrte er nochmal für einen Kampf in den Ring zurück, beendete nach einer K.-o.-Niederlage endgültig seine Karriere.
1993 fand Johnson Aufnahme in die International Boxing Hall of Fame. Er starb am 19. Februar 2015 im Alter von 87 Jahren in seiner Heimatstadt Philadelphia an den Folgen einer Lungenentzündung.